# ジニアス・オブ・モダン・ミュージック Vol.1
ジニアス・オブ・モダン・ミュージック Vol.1（Genius of Modern Music）は、ジャズピアノ奏者セロニアス・モンクのアルバム（10インチLP）。1951年リリース。レコード番号BLP5002。1956年には収録曲を変更して12インチLP盤（レコード番号BLP1510）がリリースされた。

## 収録曲

### 10インチLP盤

#### A面
1. ラウンド・アバウト・ミッドナイト - 'Round About Midnight
2. オフ・マイナー - Off Minor
3. ルビー・マイ・ディア - Ruby My Dear
4. アイ・ミーン・ユー - I Mean You

#### B面
1. セロニアス - Thelonious
2. エピストロフィー - Epistrophy
3. ウェル・ユー・ニードント - Well You Needn't
4. ミステリオーソ - Misterioso

### 12インチLP盤

#### A面
1. ラウンド・アバウト・ミッドナイト - 'Round About Midnight
2. オフ・マイナー - Off Minor
3. ルビー・マイ・ディア - Ruby My Dear
4. アイ・ミーン・ユー - I Mean You
5. パリの四月 - April In Paris
6. イン・ウォークト・バド - In Walked Bud

#### B面
1. セロニアス - Thelonious
2. エピストロフィー - Epistrophy
3. ミステリオーソ - Misterioso
4. ウェル・ユー・ニードント - Well You Needn't
5. イントロスペクション - Introspection
6. ハンフ - Humph

## 演奏メンバー

### 10インチLP盤

#### 1947年10月15日録音（B-1）
- セロニアス・モンク - ピアノ
- アイドリース・スリーマン - トランペット
- ダニー・ケベック・ウェスト - アルト・サックス
- ビリー・スミス - テナー・サックス
- ジーン・ラミー - ベース
- アート・ブレイキー - ドラムス

#### 1947年10月24日録音（A-2,3、B-3）
- セロニアス・モンク - ピアノ
- ジーン・ラミー - ベース
- アート・ブレイキー - ドラムス

#### 1947年11月21日録音（A-1）
- セロニアス・モンク - ピアノ
- ジョージ・テイト - トランペット
- サヒブ・シハブ - アルト・サックス
- ロバート・ペイジ - ベース
- アート・ブレイキー - ドラムス

#### 1948年7月2日録音（A-4、B-2,4）
- セロニアス・モンク - ピアノ
- ミルト・ジャクソン - ヴィブラフォン
- ジョン・シモンズ - ベース
- シャドウ・ウィルソン - ドラムス

### 12インチLP盤

#### 1947年10月15日録音（B-1,6）
- セロニアス・モンク - ピアノ
- アイドリース・スリーマン - トランペット
- ダニー・ケベック・ウェスト - アルト・サックス
- ビリー・スミス - テナー・サックス
- ジーン・ラミー - ベース
- アート・ブレイキー - ドラムス

#### 1947年10月24日録音（A-2,3,5、B-4,5）
- セロニアス・モンク - ピアノ
- ジーン・ラミー - ベース
- アート・ブレイキー - ドラムス

#### 1947年11月21日録音（A-1,6）
- セロニアス・モンク - ピアノ
- ジョージ・テイト - トランペット
- サヒブ・シハブ - アルト・サックス
- ロバート・ペイジ - ベース
- アート・ブレイキー - ドラムス

#### 1948年7月2日録音（A-4、B-2,3）
- セロニアス・モンク - ピアノ
- ミルト・ジャクソン - ヴィブラフォン
- ジョン・シモンズ - ベース
- シャドウ・ウィルソン - ドラムス